# Silvia Seidel
Silvia Seidel (Munique, 23 de setembro de 1969 — Munique, 4 de agosto de 2012) foi uma atriz alemã.

## Filmografia
- 1984: Die unendliche Geschichte
- 1986–2011: SOKO 5113 (3 Folgen)
- 1987: Anna
- 1988: Anna – Der Film
- 1989: Ballerina (Faith)
- 1992: Der Notarzt 2 – Rettungseinsatz in Rom (Pronto Soccorso 2)
- 1993: Cluedo – Das Mörderspiel
- 1994: Quer durch die Galaxie und dann links (Halfway Across the Galaxy and Turn Left)
- 1995: Luise knackt den Jackpot
- 1997: Parkhotel Stern – Talk am Kamin
- 2001: Der Pfundskerl – SOS Maria
- 2002: Um Himmels Willen – Sand im Getriebe
- 2003: Das bisschen Haushalt
- 2005: SOKO Leipzig – Die Moorleiche
- 2006: Siska – Dunkler Wahn
- 2007: Sturm der Liebe
- 2008–2011: Die Rosenheim-Cops (2 Folgen)
- 2011: Forsthaus Falkenau – Verloren gegangen

## Condecorações
- 1987: Goldene Kamera
- 1988: Bambi
- 1988: Telestar – Förderpreis